# Dale al REC
Dale al REC fue un concurso de televisión producido por Tintachina TV (productora filial de La Fábrica de la Tele) y emitido en Cuatro desde el 19 de diciembre de 2011, a las 18:30 horas. Este formato sustituyó al antiguo El comecocos, que ocupaba la misma franja horaria de la cadena. Era un formato emitido de lunes a viernes en la franja de tarde de la cadena.

## Historia
El 12 de diciembre de 2011, Mediaset España decidió poner punto final al talent show de Cuatro y precipitar el final de El comecocos al viernes 16 de diciembre debido a sus bajos índices de audiencia. Así, la cadena retira de su parrilla el talent de oradores tras elegir a su ganador, y reconvertirlo en la semana del 19 de diciembre en Dale al REC, un concurso de memoria rápida.
Dale al REC fue estrenado el 19 de diciembre de 2011 en Cuatro. Es un concurso presentado por Ruth Jiménez que sustituye a la versión anterior de El comecocos. Este programa, se emite todas las tardes de lunes a viernes y tiene como objetivo poner a prueba la memoria de sus participantes.
Estrenado el 19 de diciembre de 2011 en las tardes de Cuatro, la versión de El comecocos fue respaldada con poco más de 300.000 espectadores y un 2,8% de cuota de pantalla. Respecto al estreno de El comecocos hace un mes, el concurso de oratoria anotó (360.000 y 3,2%). Así la nueva apuesta de Mediaset España cede 4 décimas y 55.000 telespectadores.
Finalmente y tras casi dos meses de emisión, el programa presentado por Ruth Jiménez en las tardes de Cuatro anunció su cancelación el 7 de febrero de 2012. La causa de esta decisión es que el programa no ha cumplido con las expectativas de la cadena y audiencia. Su último programa fue emitido el 10 de febrero de 2012, con un especial de alcaldes de pueblos españoles.

## Mecánica
En cada emisión del programa, cuatro concursantes participarán en esta nueva versión del formato y deberán superar diez pruebas estructuradas en una pirámide con diferentes niveles de dificultad, memorizando en un corto espacio de tiempo colores, números, palabras, imágenes o mapas. Estos serán algunos de los desafíos a los que se enfrentarán los concursantes que participarán en cada edición de Dale al REC.
Primer bloque de pruebas: colores, detalles, canciones y suma de palabras. Una vez finalizadas estas cuatro pruebas, el concursante que haya acumulado menos puntos quedará eliminado y abandonará el programa. A partir de este punto, los marcadores se pondrán a cero y los tres concursantes que quedan continuarán ascendiendo niveles en la pirámide de pruebas.
Segundo bloque de pruebas: objetos, números, diferencias y parejas. Tras la ejecución de este segundo bloque de pruebas, se repasarán de nuevo los marcadores y el concursante que haya acumulado menos puntos quedará eliminado. Los marcadores se pondrán nuevamente a cero y los dos concursantes restantes pasarán a la final.
El premio final. La prueba consistirá en memorizar todos los cambios con el objetivo de contestar correctamente a las diez preguntas que formulará la presentadora. El concursante que consiga una mayor puntuación se llevará un premio de 2000 euros en metálico y tendrá la oportunidad de volver al día siguiente. En el caso de producirse un empate, se repartirán el premio y volverán al siguiente programa.

### Plató
El programa que Cuatro producirá en colaboración con Tintachina TV, se desarrollará en un plató que tenía con una pantalla gigante de 7 metros de anchura por 4 de altura y renovados elementos escenográficos para el desarrollo de estas pruebas, como un laberinto transparente de 8 metros de diámetro con pasillos de 55 centímetros de ancho y 2 metros de altura.

### Estadísticas semanales
|         | #1           | #2     | #3     | #4     | #5      | #6      | #7     | #8      | #9      | #10    | #11    | #12    | #13      |
| ------- | ------------ | ------ | ------ | ------ | ------- | ------- | ------ | ------- | ------- | ------ | ------ | ------ | -------- |
| Gana    | Javier Rubén | Lara   | Sara   | Adrián | Adrián  | Adrián  | Adrián | Adrián  | Adrián  | Adrián | Adrián | Adrián | Adrián   |
| Pierde  | Nadie        | Javier | Daniel | Sara   | Germán  | Tamara  | María  | Vanessa | Lucía   | Eva    | Rosa   | Anna   | Neus     |
| Ronda 2 | Beatriz      | Rubén  | Carlos | Mónica | Jesica  | Enrique | Javier | Curro   | Ruth    | Eneko  | Daniel | Hugo   | Benjamín |
| Ronda 1 | Montse       | Elvira | Lara   | David  | Isabela | María   | Eva    | Natalia | Quintín | Judith | Juani  | Carlos | David    |

|         | #14      | #15    | #16    | #17    | #18     | #19    | #20    | #21    | #22    | #23    | #24     | #25        | #26       |
| ------- | -------- | ------ | ------ | ------ | ------- | ------ | ------ | ------ | ------ | ------ | ------- | ---------- | --------- |
| Gana    | Adrián   | Adrián | Adrián | Adrián | Adrián  | Adrián | Víctor | Sergio | Sergio | Sergio | Marta   | Marta      | Marta     |
| Pierde  | Noemí    | Sara   | Javier | José   | Tania   | -      | Sheila | Víctor | David  | Anai   | Sergio  | Paco       | Dani      |
| Ronda 2 | Ferrán   | Sergio | Jordi  | Silvia | Monchu  | -      | Gemma  | Jep    | Karen  | Itziar | Enrique | María José | Esther    |
| Ronda 1 | Verónica | Vahram | Inma   | Luis   | Nicolás | -      | David  | Esther | Fran   | Javi   | Vanessa | Alejandra  | José Luis |

### Ediciones especiales
| #1 | #2 | #3 | #4 | #5 | #6 | #7 | #8 | #9 | #10 |
| -- | -- | -- | -- | -- | -- | -- | -- | -- | --- |
| -  | -  | -  | -  | -  | -  | -  | -  | -  | -   |
| -  | -  | -  | -  | -  | -  | -  | -  | -  | -   |
| -  | -  | -  | -  | -  | -  | -  | -  | -  | -   |
| -  | -  | -  | -  | -  | -  | -  | -  | -  | -   |

## Pruebas
Los colores: los concursantes deberán memorizar en cinco segundos una serie horizontal de diez bolas de distintos colores en el orden en el que hayan aparecido.
El detalle: pondrá a prueba tanto la memoria como agudeza visual y está dividida en dos fases: en la primera, los participantes verán un vídeo de unos 30 segundos y tendrán que responder a seis preguntas formuladas por Ruth Jiménez. En la segunda parte, se proyectarán dos vídeos más y la presentadora formulará otras seis preguntas. En ambos casos, el turno de respuesta vendrá determinado por la rapidez de cada concursante en pulsar el botón de REC.
Las canciones: sonarán pequeños fragmentos de ocho temas musicales muy conocidos y los concursantes deberán memorizar y contestar a seis preguntas sobre el orden en el que hayan aparecido con una particularidad: tendrán que hacerlo cantando.
Suma palabras: consiste en ir sumando palabras en un orden determinado: la presentadora dirá una palabra y dará paso al primer concursante, que deberá repetirla y añadir una nueva. Cada participante tendrá que repetir las palabras de su predecesor, añadirle una más y pasarle el turno al siguiente. Cuando un concursante se equivoca, abandona la prueba y el resto continúa sumando palabras hasta que sólo quede uno de ellos.
Los objetos: en esta prueba habrá cinco paneles que contendrán objetos que los concursantes tendrán que memorizar en el menor tiempo posible y utilizar la rapidez mnemotécnica.
Los números: los participantes verán durante cinco segundos una serie de diez números y tendrán que repetirlos en el orden exacto en el que han ido apareciendo.
La diferencia: se mostrará una imagen durante cinco segundos e inmediatamente después desaparecerá y presentará otra casi idéntica con una sola diferencia. El primer concursante que la detecte sumará un punto, mecánica que se repetirá hasta seis ocasiones.
Las parejas: presentará un panel gigante con 20 casillas numeradas que ocultan diez parejas temáticas desordenadas. Cada pareja encontrada suma un punto y el concursante continúa destapando casillas hasta que cometa un error y su turno pase a otro participante.
El laberinto: se desarrollará en un laberinto gigante donde los concursantes irán provistos de un casco con una cámara incorporada que ofrecerán planos subjetivos dentro del laberinto. Esta prueba premiará la capacidad para memorizar un recorrido punto a punto en un plano y la rapidez para recordarlo y recorrer el trayecto marcado.
El escaparate final: los concursantes deberán estar atentos desde el inicio del programa a un escaparate en el que cinco personajes sufrirán algunos cambios.

## Equipo técnico
- Producción: La Fábrica de la Tele / Tintachina TV
- Producción ejecutiva: Óscar Cornejo / Adrián Madrid
- Dirección: Oriol Jara
- Presentadora: Ruth Jiménez

## Audiencias
| Media semanal | Media semanal | Media semanal                                    | Media semanal | Media semanal |
| Temporada     | Programa(s)   | Emisión                                          | Espectadores  | Cuota         |
| ------------- | ------------- | ------------------------------------------------ | ------------- | ------------- |
| 1             | 1 - 5         | Semana 1: 19 a 23 de diciembre                   | 249.000       | 2,4%          |
| 1             | 6 - 7         | Semana 2: 26 a 30 de diciembre                   | 283.000       | 2,5%          |
| 1             | 8 - 11        | Semana 3: 2 a 5 de enero                         | 270.000       | 2,5%          |
| 1             | 12 - 16       | Semana 4: 9 a 13 de enero                        | 255.000       | 2,3%          |
| 1             | 17 - 21       | Semana 5: 16 a 20 de enero                       | 254.000       | 2,2%          |
| 1             | 22 - 26       | Semana 6: 23 a 27 de enero                       | 222.000       | 2,0%          |
| 1             | 27 - 31       | Semana 7: 30 de enero a 3 de febrero             | 251.000       | 2,0%          |
| 1             | 32-36         | Semana 8: 6 a 10 de febrero                      | -             | -             |
| 1             | 36            | 19 de diciembre de 2011 al 10 de febrero de 2012 | -             | -             |